# Marcelo Serrado
Marcelo Magalhães Serrado (Rio de Janeiro, 10 de fevereiro de 1967) é um ator, autor, produtor e diretor brasileiro.

## Biografia
É formado pela Casa das Artes de Laranjeiras (CAL) em 1985.

## Carreira
Estreou na TV em 1987 na novela Corpo Santo da extinta Rede Manchete. Em 1989, estreou na Rede Globo em Pacto de Sangue. Na emissora, ele também atuou em Desejo (1990), Mico Preto (1990), O Dono do Mundo (1991), Anos Rebeldes (1992), O Mapa da Mina (1993), Quatro por Quatro (1994), Quem É Você? (1996), Por Amor (1997), Labirinto (1998), Pecado Capital (1998), Força de um Desejo (1999), Porto dos Milagres (2001), Sabor da Paixão (2002), Sítio do Picapau Amarelo (2004) e Mad Maria (2005). Marcelo também atuou em Brasileiras e Brasileiros (1990) no SBT.
No teatro, atuou, dentre outras peças, em Os Meninos da Rua Paulo, Esse Alguém Maravilhoso que Amei, O Rim, No Retrovisor e Noel, o Poeta da Vila. Além de atuar, Serado também produz, idealiza e dirige peças de teatros, já produziu peças como Sobe o Pano, Viagem ao Centro da Terra, Beijo no Asfalto, entre outros.
No cinema, Marcelo participou dos longas Super-Colosso: a Gincana da TV Colosso (1995), Bem-Vindos ao Paraíso (1999), Seja o que Deus Quiser (2002), Oswaldo Cruz - O Médico do Brasil (2003) e Noite de São João (2003).
Em 2005, depois de 15 anos fazendo novelas na Rede Globo, Marcelo Serrado decidiu não renovar seu contrato com a emissora carioca para atuar em Mandrake, série produzida no Brasil pelo canal por assinatura HBO Brasil, na pele do policial Raul. Logo depois assinou contrato de três anos com a Record, onde atuou nas novelas Prova de Amor onde foi protagonista e Vidas Opostas onde foi um dos antagonistas. Em 2008, após quase 4 anos de preparação, Marcelo estréia o espetáculo Tom & Vinícius, o musical. Marcelo  - idealizador do espetáculo - quer mostrar a dupla ainda jovem do encontro em 1955 para a montagem da peça Orfeu da Conceição até 1965 com a fama já internacional. No elenco Marcelo interpretou Tom Jobim, e Thelmo Fernandes é Vinicius de Moraes. Em 2009, esteve no elenco da novela Poder Paralelo da RecordTV na qual intepretou o mafioso Bruno Vilar, sendo este seu último papel na emissora. Em 2010, o ator esteve em cartaz com o monólogo Não Existe Mulher Difícil. No ano seguinte Marcelo aparece nas telas dos cinemas no longa metragem Malu de Bicicleta.
Retornou à Rede Globo em 2011, interpretando Crô, um mordomo homossexual, fiel escudeiro da vilã Tereza Cristina, interpretada por Christiane Torloni na telenovela das nove Fina Estampa. Em 2012, interpretou Tonico Bastos, no remake da novela Gabriela. Em novembro do mesmo ano, foi anunciado pela colunista Regina Rito, do jornal O Dia, que Marcelo interpretaria o personagem Crô de Fina Estampa novamente, mas agora em um longa-metragem. O roteiro de Crô: O Filme foi escrito por Aguinaldo Silva em conjunto com Rodrigo Ribeiro e Maurício Gyboski. A direção fica por conta de Bruno Barreto. Teve seu lançamento em novembro de 2013. Estrelou as tres temporadas do quadro A Mulher da Sua Vida do programa Fantástico. Em 2014 estreou como escritor e diretor com a comédia A História dos Amantes. Convidou três jovens atores para o elenco: Anderson di Rizzi - depois substituido por Bruno Gissoni - Daniel Rocha e Hugo Bonemer. A peça viajou por nove cidades faz temporada no Rio de Janeiro. Em 2017, rodou três longas, sendo eles Albatroz, Bang! Bang! e participação especial no Chacrinha: O Velho Guerreiro. No teatro, comemorando 30 anos de carreira com 50 trabalhos na tv, 14 no cinema e mais de 40 no teatro com a peça Os Vilões de Shakespeare. Em dezembro, é confirmado na segunda temporada do programa PopStar, em 2018, começa a rodar o segundo filme do Crô em Família e a novela O Sétimo Guardião de Aguinaldo Silva. Em agosto de 2020, foi confirmado como Ptolomeu na sexta temporada da Escolinha do Professor Raimundo.

## Vida pessoal
Foi casado com a atriz Christine Fernandes de 1994 a 1999. O ator tem uma filha chamada Catarina, fruto de seu relacionamento com sua ex-mulher, com quem foi casado entre 2003 e 2006, a também atriz Rafaela Mandelli. No dia 4 de agosto de 2012, Marcelo se casou com a bailarina Roberta Fernandes. No dia 9 de abril de 2013, nasceram os gêmeos do casal, que ganharam os nomes de Felipe e Guilherme.

## Filmografia

### Televisão
| Ano       | Título                          | Papel                                  | Notas                                                                                 |
| --------- | ------------------------------- | -------------------------------------- | ------------------------------------------------------------------------------------- |
| 1987      | Corpo Santo                     | Carlos (Carlinhos)                     |                                                                                       |
| 1989      | Pacto de Sangue                 | Antônio Queiroz Antunes                |                                                                                       |
| 1990      | Brasileiras e Brasileiros       | Boca                                   |                                                                                       |
| 1990      | Desejo                          | Quidinho                               |                                                                                       |
| 1990      | Mico Preto                      | Robin                                  |                                                                                       |
| 1991      | O Dono do Mundo                 | Humberto Nogueira                      |                                                                                       |
| 1992      | Anos Rebeldes                   | Edgar Ribeiro                          |                                                                                       |
| 1993      | O Mapa da Mina                  | Sílvio Azevedo                         |                                                                                       |
| 1993      | Menino de Engenho               | Juca                                   | Especial da TV                                                                        |
| 1994      | Quatro por Quatro               | Danilo de Almeida (Dr. Danilo)         |                                                                                       |
| 1994–1997 | Você Decide                     |                                        | Episódio: "O Louco" Episódio: "Jóia Rara" Episódio: "Véu de Noiva" Episódio: "Ciúmes" |
| 1996      | Quem É Você?                    | Iuri                                   |                                                                                       |
| 1997      | Por Amor                        | César Andrade (Dr. César)              |                                                                                       |
| 1998      | Labirinto                       | Otacílio Martins Fraga Júnior (Júnior) |                                                                                       |
| 1998      | Pecado Capital                  | Vinícius Lisboa                        |                                                                                       |
| 1999      | Força de um Desejo              | Mariano Xavier                         |                                                                                       |
| 2000      | Esplendor                       | David Martins                          | Participação Especial                                                                 |
| 2001      | Porto dos Milagres              | Rodolfo Augusto Proença de Assunção    |                                                                                       |
| 2002      | Brava Gente                     | Jesse                                  | Episódio: "Loucos de Pedra"                                                           |
| 2002      | Sabor da Paixão                 | Nelson Carvalho                        |                                                                                       |
| 2004      | Sítio do Picapau Amarelo        | Polidoro                               | Episódios: "12 de janeiro–4 de fevereiro"                                             |
| 2004      | Linha Direta                    | Walton Avancini                        | Episódio: "O Crime do Sacopã"                                                         |
| 2004      | Sob Nova Direção                | Tavinho                                | Episódio: "Será Que Elas São?"                                                        |
| 2005      | Sob Nova Direção                | Romualdo                               | Episódio: "Como Emagrecer Sofrendo"                                                   |
| 2005      | Mad Maria                       | Jim                                    |                                                                                       |
| 2005      | A Diarista                      | Álvaro                                 | Episódio: "Dente Inocente"                                                            |
| 2005      | Prova de Amor                   | Daniel Avelar / Flavio Alencar         |                                                                                       |
| 2005–2007 | Mandrake                        | Raul                                   |                                                                                       |
| 2006      | Vidas Opostas                   | Delegado Dênis Nogueira                |                                                                                       |
| 2009      | Poder Paralelo                  | Bruno Vilar                            |                                                                                       |
| 2011      | Fina Estampa                    | Crodoaldo Valério (Crô)                |                                                                                       |
| 2012      | Gabriela                        | Tonico Bastos                          |                                                                                       |
| 2013      | Alexandre e Outros Heróis       | Mestre Libório                         | Especial de fim de ano                                                                |
| 2013–2014 | A Mulher da Sua Vida            | Vários personagens                     |                                                                                       |
| 2014      | Por Isso Eu Sou Vingativa       | Otávio Fonder                          | Episódio: "28 de abril"                                                               |
| 2014      | O Caçador                       | Douglas                                | Episódio: "27 de junho"                                                               |
| 2014      | Tapas & Beijos                  | Boca Doce                              | Episódio: "4 de novembro"                                                             |
| 2015      | Amor Veríssimo                  | Vários personagens                     | Temporada 2                                                                           |
| 2015      | Tomara que Caia                 | Vários Personagens                     |                                                                                       |
| 2016      | Velho Chico                     | Carlos Eduardo Vidigal                 |                                                                                       |
| 2016      | Teleton                         | Apresentador convidado                 | Episódio: "4 de novembro"                                                             |
| 2017      | Pega Pega                       | Vitor Aguiar (Malagueta)               |                                                                                       |
| 2018      | Zorra                           | Crodoaldo Valério (Crô)                | Episódio: "8 de setembro"                                                             |
| 2018      | Sob Pressão                     | Roberto                                | Episódio: "30 de outubro"                                                             |
| 2018      | O Sétimo Guardião               | Nicolau Zerzil                         |                                                                                       |
| 2019      | Jugar con Fuego                 | Thiago dos Santos                      |                                                                                       |
| 2019      | Zorra                           | Ele mesmo                              | Episódio: "14 de dezembro"                                                            |
| 2020      | Chacrinha: a Minissérie         | Flávio Cavalcanti                      |                                                                                       |
| 2020      | Dança dos Famosos               | Participante                           | Temporada 17                                                                          |
| 2020      | Escolinha do Professor Raimundo | Seu Ptolomeu                           |                                                                                       |
| 2020      | Escolinha do Professor Raimundo | Crodoaldo Valério (Crô)                | Temporada 6                                                                           |
| 2022–2023 | Cara e Coragem                  | Moacyr Figueira (Moa)                  |                                                                                       |
| 2023      | The Masked Singer Brasil        | Participante (12° lugar)               | Temporada 3                                                                           |
| 2023      | Compro Likes                    | Mauro                                  | Episódio: "#WagnerTheActor"                                                           |
| 2023      | Te Vejo no After                | Apresentador                           |                                                                                       |
| 2023–2024 | Tem que Suar                    | Miltinho                               |                                                                                       |
| 2024      | O Jogo que Mudou a História     | Homero Martins                         |                                                                                       |
| 2024      | Vai que Cola                    | Marcelo Salgado                        | Episódio: "O Sósia"                                                                   |
| 2025      | Beleza Fatal                    | Rogenildo Ferreira (Rog / Dr. Peitão)  |                                                                                       |
| 2025–2026 | Mundo da Lua                    | Lucas Silva e Silva                    |                                                                                       |

### Cinema
| Ano  | Título                                 | Papel                   | Notas          |
| ---- | -------------------------------------- | ----------------------- | -------------- |
| 1992 | Os Moradores da Rua Humboldt           | —                       | Curta-metragem |
| 1993 | A Flor da Pele                         | Jorge                   |                |
| 1995 | Super-Colosso: a Gincana da TV Colosso | Rafael Novaes           |                |
| 1999 | Bem-Vindo ao Paraíso                   | Irmão de Pedro          | Curta-metragem |
| 2000 | Célia & Rosita                         |                         | Curta-metragem |
| 2002 | Seja o que Deus Quiser                 | Zé Henrique             |                |
| 2003 | Oswaldo Cruz - O Médico do Brasil      |                         | Curta-metragem |
| 2003 | Noite de São João                      | João                    |                |
| 2008 | Mais Uma História No Rio               | Delegado                | Curta-metragem |
| 2011 | Malu de Bicicleta                      | Luiz Mário              |                |
| 2013 | Crô - O Filme                          | Crodoaldo "Crô" Valério |                |
| 2014 | Rio, Eu Te Amo                         | Célio                   |                |
| 2015 | Divã a 2                               | Léo                     |                |
| 2015 | Depois de Tudo                         | Ney                     |                |
| 2016 | Sing                                   | Gunther                 | Dublagem       |
| 2017 | Polícia Federal: A Lei É para Todos    | Sergio Moro             |                |
| 2018 | Crô em Família                         | Crodoaldo "Crô" Valério |                |
| 2018 | Albatroz                               | Sinistro                |                |
| 2018 | Possessões                             | Carlos                  |                |
| 2018 | Bang! Bang!                            | Nathan                  |                |
| 2019 | Chacrinha: O Velho Guerreiro           | Flávio Cavalcanti       |                |
| 2021 | Ron Bugado                             | Gerson                  | Dublagem       |
| 2021 | Dois Mais Dois                         | Diogo                   |                |
| 2021 | Galeria Futuro                         | Valentim                |                |
| 2022 | O Amante de Júlia                      | Teo                     |                |
| 2022 | Dissonantes                            | Paulo Roberto           |                |
| 2024 | Arca de Noé                            | Elefante                | Voz original   |
| 2025 | Uma Babá Gloriosa                      | Carlinhos               |                |

## Teatro
| Ano     | Título                              | Papel                      |
| ------- | ----------------------------------- | -------------------------- |
| 1986    | A Volta do Camaleão Alface          |                            |
| 1987    | Macbeth                             |                            |
| 1987    | O Ateneu                            |                            |
| 1992    | Othello                             |                            |
| 1993    | Os Meninos da Rua Paulo             | Capitão João Boka          |
| 1993    | O Inferno são os Outros             |                            |
| 1993    | Viagem no Centro da Terra           |                            |
| 1994    | Hamlet                              | Guildenstern/ Fortimbrás   |
| 1996    | O Jovem Torlles                     | Robert von Törless (17 a.) |
| 1997    | Último Drink                        | Bráulio                    |
| 1998–00 | Noel - Feitiço da Vila              | Noel Rosa                  |
| 1999    | Sobe o Pano                         |                            |
| 2001    | O Beijo no Asfalto                  | Arandir                    |
| 2002    | No Retrovisor                       | Ney                        |
| 2003–08 | Esse Alguém Maravilhoso que eu Amei | D. Quixote                 |
| 2005    | Anjos de Cara Suja                  |                            |
| 2005    | O Rim                               | Carlos                     |
| 2008–10 | Tom & Vinícius - O Musical          | Tom Jobim                  |
| 2010–12 | Não Existe Mulher Difícil           | Vários (Monólogo)          |
| 2013    | Rain Man                            | Raymond                    |
| 2013    | Tudo é Tudo Nada é Nada             | Vários (Stand Up)          |
| 2014–16 | É o que Temos para Hoje             | Vários (Stand Up)          |
| 2015    | Memórias de um Gigolô               | Esmeraldo                  |
| 2015    | Ensaio Geral, A Comédia do Verão    | Vários                     |
| 2016    | Amigas, Pero no Mucho               | Débora                     |
| 2016    | ATORmentado                         | Vários (Monólogo)          |
| 2017–18 | Os Vilões de Shakespeare            | Vários (Monólogo)          |
| 2018    | A Noviça Rebelde                    | Tio Max                    |
| 2023    | Um Pai do Outro Mundo               | Pai                        |

## Parte Técnica
| Ano  | Título                              | Cargo                  | Nota           |
| ---- | ----------------------------------- | ---------------------- | -------------- |
| 1989 | A Menina e o Vento                  | Assistente de Direção  | Peça teatral   |
| 1993 | Viagem no Centro da Terra           | Produtor               | Peça teatral   |
| 1995 | Maria Minhoca                       | Direção                | Peça teatral   |
| 1997 | Branca Como a Neve                  | Direção                | Peça teatral   |
| 1999 | Sobe o Pano                         | Produtor               | Peça teatral   |
| 2001 | O Beijo no Asfalto                  | Produtor               | Peça teatral   |
| 2003 | Esse Alguém Maravilhoso que eu Amei | Produtor               | Peça teatral   |
| 2008 | Tom & Vinícius                      | Idealizador            | Peça teatral   |
| 2014 | A História dos Amantes              | Texto e Direção        | Peça teatral   |
| 2015 | Depois de Tudo                      | Colaboração no roteiro | Longa-metragem |
| 2016 | Eles só Queriam se Apaixonar        | Direção e Texto        | Peça teatral   |
| 2016 | Garota de Ipanema – o Amor é Bossa  | Produtor Associado     | Peça teatral   |
| 2017 | Os Vilões de Shakespeare            | Produtor               | Peça teatral   |

## Prêmios e indicações
| Ano  | Festival                           | Categoria                 | Nomeações                  | Resultado | Ref    |
| ---- | ---------------------------------- | ------------------------- | -------------------------- | --------- | ------ |
| 1999 | Prêmio Coca-Cola de Teatro Jovem   | Melhor Ator               | Sobe o Pano                | Venceu    | [ 79 ] |
| 2003 | Prêmio Arte Qualidade Brasil - SP  | Melhor Ator Coadjuvante   | Seja o que Deus Quiser!    | Venceu    |        |
| 2003 | Festival de Cinema de São Paulo    | Melhor Ator               | Noite de São João          | Venceu    |        |
| 2006 | Prêmio Arte Qualidade Brasil       | Melhor Ator de Televisão  | Prova de Amor              | Indicado  |        |
| 2007 | Troféu APCA                        | Melhor Ator de Televisão  | Mandrake                   | Venceu    |        |
| 2007 | Troféu APCA                        | Melhor Ator de Televisão  | Vidas Opostas              | Venceu    |        |
| 2007 | Prêmio Quem de Televisão           | Melhor Ator               | Indicado                   |           |        |
| 2008 | Prêmio Arte Qualidade Brasil       | Melhor Ator               | Tom & Vinicius - O Musical | Venceu    |        |
| 2009 | Prêmio Extra de Televisão          | Melhor Ator               | Poder Paralelo             | Indicado  | [ 80 ] |
| 2010 | Festival de Paulínia               | Melhor Ator               | Malu de Bicicleta          | Venceu    |        |
| 2011 | Prêmio Contigo! de Cinema Nacional | Melhor Ator               | Malu de Bicicleta          | Venceu    | [ 81 ] |
| 2011 | Prêmio Quem de Televisão           | Melhor Ator Coadjuvante   | Fina Estampa               | Venceu    |        |
| 2011 | Melhores do Ano                    | Melhor Ator Coadjuvante   | Fina Estampa               | Venceu    |        |
| 2012 | Prêmio Contigo! de TV              | Melhor Ator Coadjuvante   | Fina Estampa               | Venceu    |        |
| 2012 | Prêmio Extra de Televisão          | Melhor Ator               | Fina Estampa               | Venceu    |        |
| 2012 | 15ª Brazilian Press Awards         | Special Celebration Award | Carreira                   | Venceu    | [ 82 ] |
| 2012 | Prêmio Quem de Televisão           | Melhor Ator               | Gabriela                   | Indicado  | [ 83 ] |
| 2016 | Prêmio Quem de Televisão           | Melhor Ator Coadjuvante   | Velho Chico                | Indicado  | [ 84 ] |
| 2017 | Prêmio Contigo! Online 2017        | Melhor Ator Coadjuvante   | Pega Pega                  | Indicado  | [ 85 ] |
| 2022 | Festival Sesc Melhores Filmes      | Melhor Ator Nacional      | Galeria Futuro             | Indicado  |        |